# Dominique Desclaux de Mesplès
Dominique Desclaux de Mesplès (né à Dax vers 1636 - mort à Lescar le 23 janvier 1716) est un ecclésiastique qui fut  évêque de Lescar de 1681 à 1716.

## Biographie
Dominique Desclaux est le fils de Sauvat Desclaux, avocat au Parlement de Navarre puis conseiller au présidial de Dax, et de Catherine de Bedbeder. Il est apparenté à Jacques Desclaux, l'évêque de Dax et à l'abbé Dominique Desclaux, le confesseur ordinaire du cardinal de Richelieu. Il est docteur In utroque jure de la faculté de droit de Bordeaux lorsqu'il épouse le 30 janvier 1655 Louise de Mesplès, dernière héritière de la maison de Mesplès (Mespelz ou Mespletz), dont il adjoint le nom au sien selon une clause de leur contrat de mariage. Ils ont plusieurs enfants et il succède à son père en 1657 et entre aux États comme conseiller puis Président du Parlement de Navarre.   
Après la mort de son épouse en 1670, il se fait ordonner prêtre en 1678, devient doyen du chapitre de chanoines de Bidache au diocèse de Dax et participe aux missions contre les calvinistes du Béarn. Il est nommé évêque de Lescar le 30 mai 1681, confirmé le 1er décembre et consacré  en avril suivant à Paris qu'il quitte sans participer à l'Assemblée du clergé de 1682. 
Il met sa nouvelle fonction au service des intérêts de sa famille, notamment de son fils ainé Paul-Joseph qui épouse Jeanne de Gassion fille de Gatien († 1688) le cousin germain du maréchal de France Jean de Gassion et de l'évêque d'Oloron Pierre de Gassion. Paul-Joseph devient président à mortier du Parlement de Navarre puis se qualifie de « baron de Doumy et de Navailles » et de premier baron de Béarn. Le 25 août 1682, son père lui fait donation de la baronnie de Doumy, fief qui lui permet de siéger aux États de Béarn. Après cette spectaculaire promotion, il fait ensuite entériner, par son propre père, ses armoiries le 19 juillet 1697 au Parlement de Pau. Dominique de Desclaux de Mesplès meurt en 1716 après selon la formule de Armand Jean avoir « gouverné trop longtemps son diocèse en bon père ».